# B-2 (航空機)
B-2 スピリット
- 用途：戦略爆撃機
- 分類：爆撃機
- 製造者：ノースロップ・グラマン社
- 運用者： アメリカ合衆国（アメリカ空軍）
- 初飛行：1989年7月17日
- 生産数：21機
- 運用開始：1997年4月
- 運用状況：現役
- ユニットコスト：7億2,700万USドル

ノースロップ・グラマン B-2（英語: Northrop Grumman B-2 Spirit）は、アメリカ空軍のステルス戦略爆撃機である。開発・製造はノースロップ・グラマン社が担当した。水平尾翼および垂直尾翼が無い、全翼機である。愛称はスピリット（Spirit、魂、精神の意）。
同質量の金と同価値と言われるほど非常に高価な機体であり、高額な維持費や冷戦終結といった諸事情が重なった結果、当初132機の製造が予定されていたが実際に製造されたのは試作機を含めて21機に留まった。製造されたB-2は1機ごとに「Spirit of ～（大半は米国の州の名）」のパーソナルネームが与えられており、本機の着陸装置の主脚のドア外部にそれが記載されている。

## 開発経緯

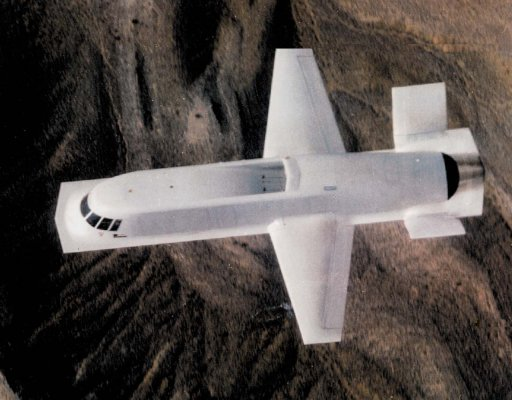
ノースロップのステルス技術の原型となったタシット・ブルー

B-2の開発は、ステルス性や長い航続距離などの要求の下に1978年から開始された。その当初は、ソビエト連邦の防空網をかいくぐり、ICBM発射基地や移動式ICBM発射台に短距離攻撃ミサイルにより核攻撃を加えることを主目的としていた。開発初期は極秘プロジェクト（Project Senior C. J.、後にATBと改名）として当初米空軍上層部ですら開発は機密扱いであった。ATB（Advanced Technology Bomber、先進技術爆撃機）という計画名は知られるようになったものの、1988年4月に想像図が公表されるまでは公式情報はほとんどなかった。
B-2の開発は米ノースロップ・グラマン社と米ボーイング社が共同で行い、米ボーイング社がコックピット部と本体の中央部、残りをすべてノースロップ・グラマン社が担当した。1982年に6機のプロトタイプ用の予算が組まれ、1988年11月22日に最初の機体82-1066がパームデールのアメリカ空軍第42プラントからロールアウトされた。セレモニーは非常に慎重に計画され、招待された500名のゲストは地上からはB-2の正面のみ観覧が可能であったが、上空からの規制は手が抜かれていて、小型セスナ機により上空から撮影された写真が残されている。
初飛行は当初1989年7月15日に予定されていたが（予算編成時は1987年の予定だった）、燃料系のトラブルのため延期され、最終的には7月17日にエドワーズ空軍基地にて行われた。
開発当初は132機の製造が予定されていたが、あまりにも高額な上、維持費も高額であることから結局生産されたのは試作機を含め21機のみで、全機アメリカ空軍に引き渡され、他国への輸出はなされていない。アメリカ空軍は2008年に後述の墜落事故で1機を喪失しており、2021年の時点でB-2を20機保有している。

## 機体設計と搭載機器

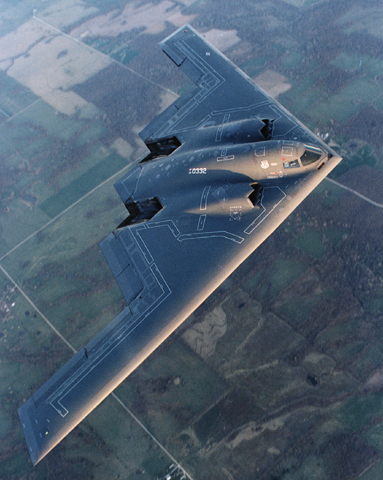
飛行中のB-2爆撃機

F-117と同じくステルス性を最重要視した形となっているが、F-117が直線的な多角形によって構成された機体デザインだったのに対して、B-2は曲線的なシルエットとなっている。これはF-117が数学的・幾何学的なアプローチで設計されたのに対し、元ヒューズ社のレーダー技術者であるジョン・キャッセンの経験により、乱反射の低減を主目的にし機体に凹凸や鋭角を作らないことを根幹として、粘土を使った模型による実験により開発されたステルス技術を用いたことによる。また、F-117開発当時はコンピュータの計算能力が低く、曲面のシミュレーションが難しかったために粗い平面の組み合わせで妥協したのに対して、B-2開発時にはクレイ社のスーパーコンピュータで曲面がシミュレーション可能となったことも大きく進歩した点である。「空飛ぶ翼」 (flying wing) の概念を大きく踏襲し、垂直尾翼および水平尾翼を有していないため、コンピューターの制御無しでは飛行困難な形状となっており、操縦系統には4重のフライ・バイ・ワイヤが組まれている。また、ヨー方向安定とその制御のための垂直尾翼とラダーが存在しないため両翼端にドラッグ・ラダー（スプリット・ラダー）を装備しており、通常飛行時は常に両端をわずかに開いて空気抵抗を発生させヨー安定を確保している。高いステルス性が必要な任務遂行時はレーダー反射を抑えるためドラッグラダーを完全に閉じ、左右のエンジン出力の増減によりヨー方向制御を行っている。機体下部に設けられたタキシングライト（航空標識灯）は、通常時は翼の表面から突出した状態となっているが、任務遂行時はその突出部分がステルス性を妨げるため、機体に格納して平滑な状態にする機能が設けられている。
尾翼が無いことはレーダー反射断面積減少の面で有利となっており、B-2の機体表面はレーダー波を吸収してそのエネルギーを熱に変換するグラファイト/エポキシ複合材 (RAM：Radar Absorbent Material) で覆われているほか、内部構造には非公表ながらレーダー波を吸収するハニカム構造が大量に採用されているとされる。機体表面を環境変化などから保護するために表面には無数の小さな孔があけられており、本体内で発生した水蒸気などを外部へ逃して変形を防ぐ設計がなされている。
4基搭載された米ゼネラル・エレクトリック製F118-GE-110 ターボファンエンジンは、レーダー波を反射するエンジンファンが機体正面から露出しないように大きく曲げられたダクトを介して機体内部に深く埋め込まれている。吸気は通常のエンジンへのエアインテークへ、そのやや前部に刻まれたジグザグ状の切れ目の2つに分けられたエアインテークから取り入れられる。また、排出口は赤外線による下方からの探知を避けるために機体上面に開口している。さらに排気温度を下げるため、排出前の排気には冷気が混合されて温度が下げられ、長く作られた排出口以降の翼上部には熱吸収材でできたタイルが並べられている。初期の設計では飛行機雲の発生による目視での探知を回避するための薬剤（おそらく塩化フッ化スルフリル）をエンジン排気に混入させる装置が取り付けられていたが、量産機では装置を取り付けず、飛行機雲ができやすい空域での飛行を回避するとともに、代わりにLiDARを用いて飛行機雲が偵察機に視認される状況下での飛行を回避するようにされた。
また、B-2は、前脚両側ベイに2基の攻撃目標探索・航法用の米レイセオン（ヒューズ・エアクラフト）社製AN/APQ-181Ku-バンドフェーズドアレイレーダーを装備しており、ステルス性を阻害しないように自機の放つレーダー電波の周波数のみを通す選択透過性の高いカバーで覆われている。アクティブ・レーダー使用時にはステルス性が失われる危険があるため、レーダー波の照射は爆撃直前に地上の標的近辺のみを対象に限って行なわれるようになっている。Kuバンドによる目標の精密画像データは、搭載のGPS援用目標照準システム (GPS aided targetting system; GATS) によるJDAM爆弾投下の精度を向上させる。このレーダーは開発時はC-135に搭載されテストが行われていた。
自衛用にAN/ALQ-161電子妨害システムとAN/APR-50レーダー分析警報装置を搭載している。AN/ALQ-161電子妨害システムは多数の敵ミサイル・敵航空機・地上からの捜索レーダー波を尾部警戒を含めて360度警戒を行い、複数の探知に対して直ちに適切な複数の妨害電波を送信できる。
コックピットには4台の多機能カラーディスプレイが設置され、パイロットは左側、コパイロットを兼ねる兵装担当士官 (Weapon System Officer; WSO) は右側のマクドネル・ダグラス社製ACES-II上方射出シートに座る。これら通常の搭乗員2名のほかに3人目の搭乗用スペースも設けられているほか、WSOの座席の真後ろには長時間航行を想定して簡易トイレおよびギャレー、さらにコクピット後方には仮眠用スペースも用意されている。操縦は4重のフライ・バイ・ワイヤでコンピュータによってアシストされている。兵器管理システムにはIBMフェデラルシステムズのAN/APR-50 (ZSR-63) およびZSR-62ディフェンス補助システムの搭載が予定されている。

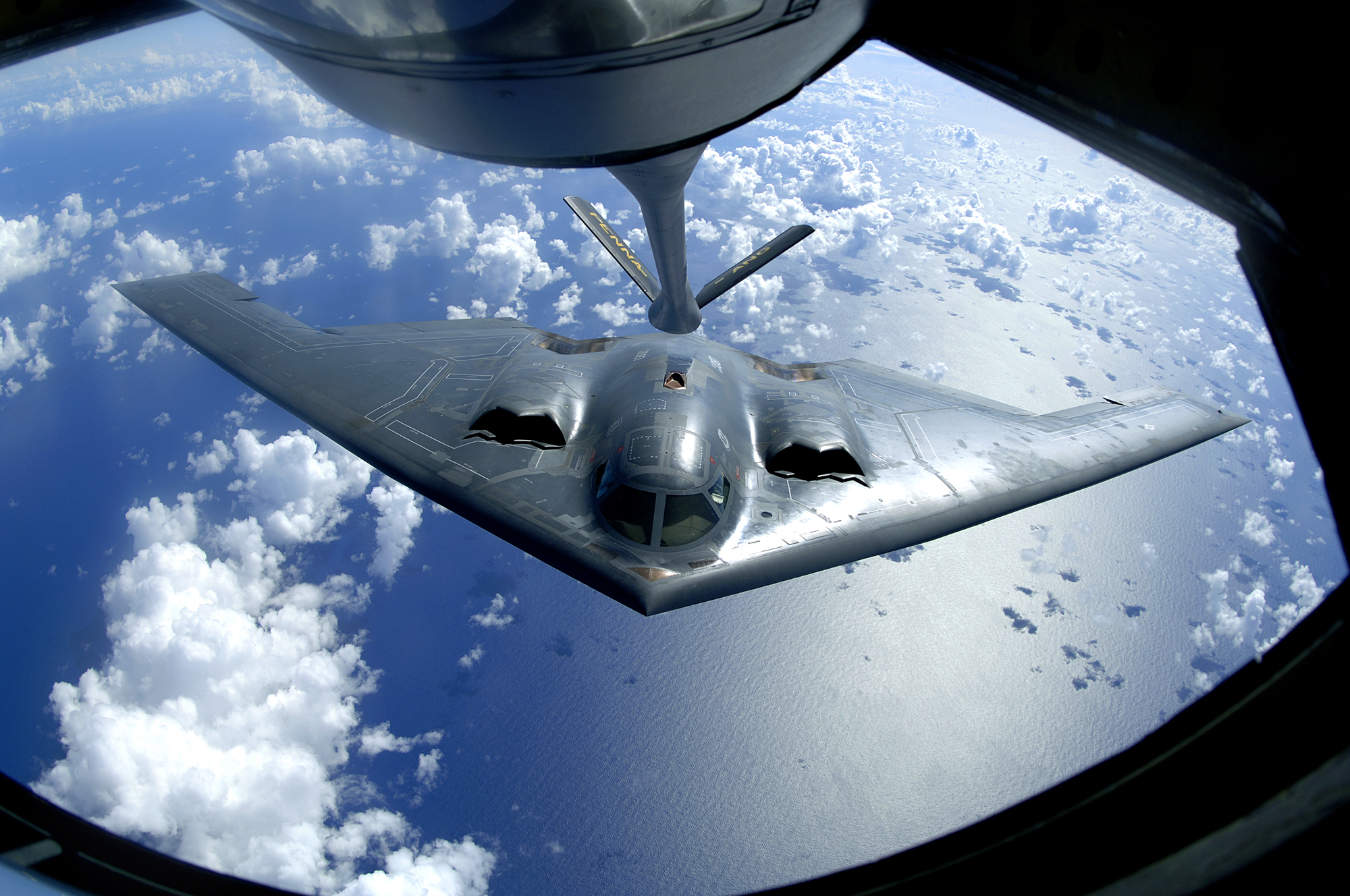
空中給油を受けるB-2爆撃機

機体と任務の性格上、空中給油受油能力があり、コクピットの後方の機体上面にフライングブーム方式の給油口（リセプタクル）が装備されているが、ステルス機という性格上、リセプタクルは隠匿式となっており、使用時には給油口部分の外板が180度回転し、裏側にあるリセプタクルが露出するようになっている。

## 爆撃

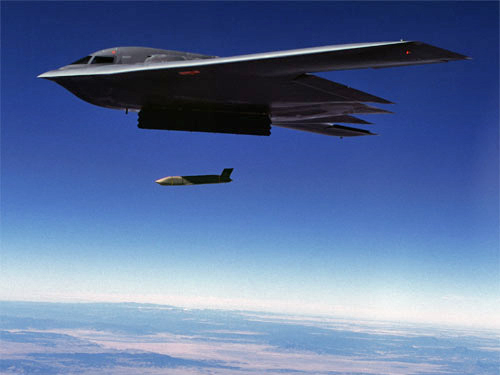
AGM-158 JASSM-ER空対地ミサイルを投下するB-2

B-2では、搭載する航法コンピュータに備わる敵の軍事地理の情報を利用し、最も安全な飛行ルートを設定可能である。また、標的から半径8マイル（約13km）以内にまで到達できれば、250 - 5,000lbsのJDAM（Joint Direct Attack Munition）装着誘導爆弾によりピンポイントでの目標破壊も可能である。JDAMの高空からの滑空距離は27km程度である。この爆弾は、B-2上に搭載されたSBRA（Smart Bomb Rack Assembly）上で再プログラム可能であり、天候やターゲットの変更などに応じて臨機応変に対応できる。B-2には通常16発の2,000lbs爆弾が搭載される。他にも、AGM-158巡航ミサイル（JASSM）や5,000lbs（約2.8t）のバンカーバスター（ペイブウェイ）GBU-28を最大8発、B61 Mod 11貫通型核爆弾なら最大16発搭載することができる。今後、SDB小直径誘導爆弾の運用能力付加が予定されている。

## 価格と製造数
B-2は1機20億ドル以上（1ドル100円として約2,000億円）という高価な航空機で、世界一高価な飛行機としてギネスブックにも登録されている。例えば、世界的に見ても巨大かつ高価なイージス艦、あたご型護衛艦は1隻約1,453億円であり、B-2の価格の高さがうかがい知れる。
開発当初は132機製造を予定していたが、取得費だけでなくステルス性確保のため、7年に一度コーティングの再塗装が必要など維持費も高額で、また冷戦終結もあり結局、試作機を含む全21機しか製作されていない。量産されれば単価は下がるが、先進軍事技術が多数使用された特別な航空機のため友好国への供与は現在も行われていない。
維持費は殆どがその滑らかな機体を研ぐためのものである。F-117の開発責任者、スカンクワークスのベン・リッチは費用対効果の観点からこの機体を酷評した。ただしF-117もレーダー波吸収用特殊素材コーティングのチェックのため、維持費が高額であるのは同様で、この為2008年をもって退役している。

## 運用部隊情報

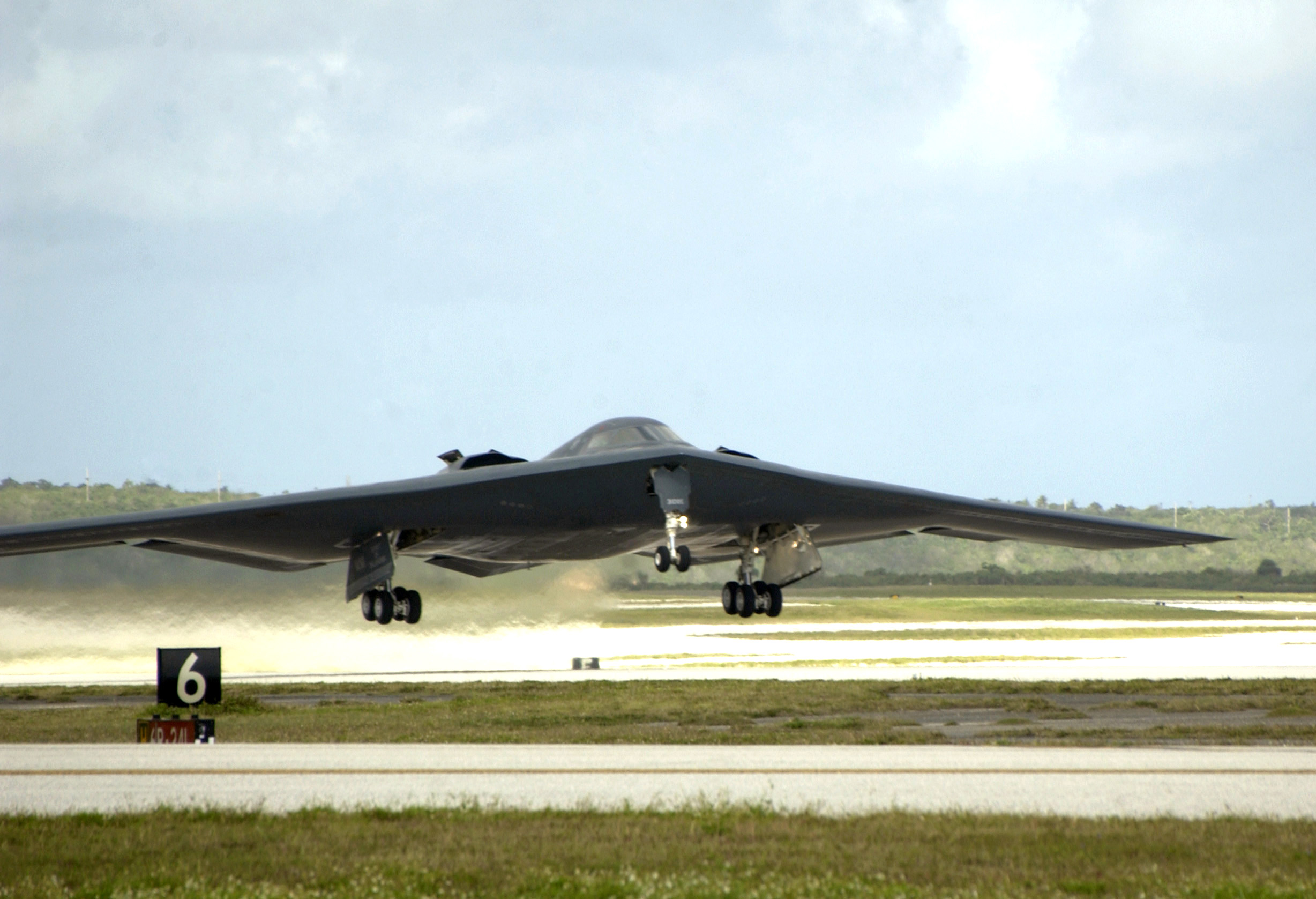
離陸するB-2爆撃機

B-2はステルス性維持が最重要なため、かつては、湿度・気温などを完全にコントロールされるホワイトマン空軍基地（ミズーリ州）の専用ハンガーにのみ駐留し、ほかの基地に展開することは無かった。アフガニスタン空爆などの際もホワイトマン空軍基地から離陸し、空中給油を繰り返して爆撃を行った。このため 1回の作戦行動が40時間を超える事もあった。それ以降は、B-2用簡易ハンガーが開発され、これを設置した基地からの発進が可能となり、2003年のイラク戦争ではディエゴガルシア島から出撃した。現在グアム島のアンダーセン空軍基地にも時折派遣されることがある。設計開始時と異なり、担当ミッションは核攻撃ではなく通常爆弾（誘導爆弾）投下が主任務である。
2013年3月27日、2機のB-2がホワイトマン空軍基地から無着陸で韓国沖の黄海に飛来、デモ飛行をして北朝鮮を抑止した。
2024年7月19日、環太平洋合同演習リムパック2024に参加（参加部隊不詳）。標的艦タラワに新型誘導爆弾「クイックシンク」を命中させることに成功した。

### リビア空爆
2011年リビア内戦に投入されたほか、2017年1月には再びリビア国内に展開し、ISIL軍事訓練キャンプを空爆している。2017年のケースでは、2機のB-2をホワイトマン空軍基地から出動させ、34時間かけて北アフリカ入りさせた。

### イラン空爆
2025年6月22日、イランの核施設へのアメリカの攻撃において、イラン核施設攻撃のためのGBU-57A/B MOP（バンカーバスター）運用母機として、少なくとも計7機のB-2がホワイトマン空軍基地から投入されたと報じられた
。またこの作戦に際し、東廻りの爆撃実行飛行隊と別に囮の飛行隊が西廻りで同型機飛行が確認報道されていて、この作戦で米国保有する同型爆撃機の半分以上を飛行稼働させ実行し、特筆する作戦となっている。

### 配備状況
詳細な配備状況に関しては以下に記載する。
- 第509爆撃航空団（509th Bomb Wing）、ホワイトマン空軍基地（ミズーリ州）
  - 第13爆撃飛行隊（13th Bomb Squadron）
  - 第393爆撃飛行隊（393rd Bomb Squadron）
  - 第394戦闘訓練飛行隊（394th Combat Training Squadron）
- 第53航空団（53rd Wing）：エグリン空軍基地（フロリダ州）
  - 第72試験評価飛行隊（72nd Test and Evaluation Squadron）：ホワイトマン空軍基地（ミズーリ州）
- 第57航空団（57th Wing）：ネリス空軍基地（ネバダ州）
  - 第325兵器飛行隊（325th Weapons Squadron）：ホワイトマン空軍基地（ミズーリ州）
  - 第715兵器飛行隊（715th Weapons Squadron）： 現在未稼働

2006年の核爆弾用の電気信管が台湾に送られる不手際などから、2010年2月1日にB-52とB-2の全管理を地球規模攻撃軍団へ移管された。

## 実戦配備中の全機リスト
パーソナルネームとして、2機にはそれぞれSpirit of America、Spirit of KittyHawkの名が、残りにはSpirit of 州名の形式で名がつけられている。
| 称号         | 機体ナンバー | 製造番号 | 正式名称                 | 非公式名称                                      |
| ------------ | ------------ | -------- | ------------------------ | ----------------------------------------------- |
| AV-1         | 82-1066      | 1001     | Spirit of America        | Fatal Beauty                                    |
| AV-2         | 82-1067      | 1002     | Spirit of Arizona        | Ship From Hell, Murphy's Law                    |
| AV-3         | 82-1068      | 1003     | Spirit of New York       | Shady Lady, Navigator, Ghost, Afternoon Delight |
| AV-4         | 82-1069      | 1004     | Spirit of Indiana        | Christine, Armageddon Express                   |
| AV-5         | 82-1070      | 1005     | Spirit of Ohio           | Fire and Ice, Toad                              |
| AV-6         | 82-1071      | 1006     | Spirit of Mississippi    | Black Widow, Penguin, Arnold the Pig            |
| AV-7         | 88-0328      | 1007     | Spirit of Texas          | Pirate Ship                                     |
| AV-8         | 88-0329      | 1008     | Spirit of Missouri       |                                                 |
| AV-9         | 88-0330      | 1009     | Spirit of California     |                                                 |
| AV-10        | 88-0331      | 1010     | Spirit of South Carolina |                                                 |
| AV-11        | 88-0332      | 1011     | Spirit of Washington     |                                                 |
| AV-12        | 89-0127      | 1012     | Spirit of Kansas         |                                                 |
| AV-13        | 89-0128      | 1013     | Spirit of Nebraska       |                                                 |
| AV-14        | 89-0129      | 1014     | Spirit of Georgia        | The Dark Angel                                  |
| AV-15        | 90-0040      | 1015     | Spirit of Alaska         |                                                 |
| AV-16        | 90-0041      | 1016     | Spirit of Hawaii         |                                                 |
| AV-17        | 92-0700      | 1017     | Spirit of West Virginia  |                                                 |
| AV-18        | 93-1085      | 1018     | Spirit of Oklahoma       |                                                 |
| AV-19        | 93-1086      | 1019     | Spirit of Kitty Hawk     |                                                 |
| AV-20        | 93-1087      | 1020     | Spirit of Pennsylvania   | Penny the Pig, Grim Reapers                     |
| AV-21        | 93-1088      | 1021     | Spirit of Louisiana      |                                                 |
| AV-22–AV-135 | 取り消し     |          | Spirit of St. Louis      |                                                 |

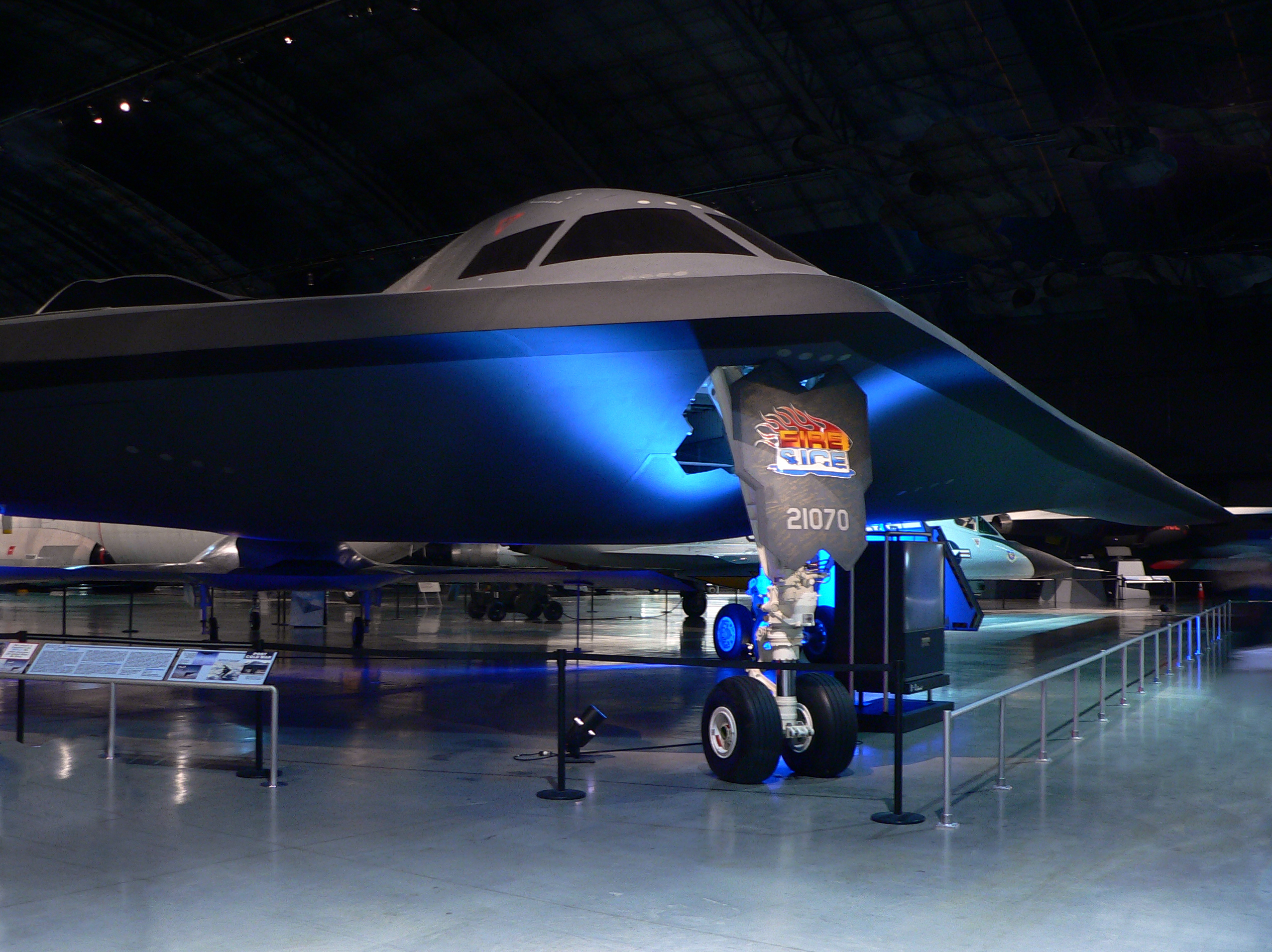
国立アメリカ空軍博物館で展示されているB-2

試験機の Spirit of Freedom は、2003年12月16日から国立アメリカ空軍博物館で展示されている。

## 機密保持と漏洩
B-2爆撃機は極めて高度な軍事兵器であり、秘密保持には最高度の注意が払われている。機体の写真撮影はアングルや撮影距離などが厳重に管理・制限される。兵器を搭載して戦闘準備を整えた状態のコックピット内映像撮影も禁止されている。
2005年10月、中華人民共和国に情報を売り渡したとして、設計者の一人だったノシル・ゴワディアが逮捕された。

## 事故

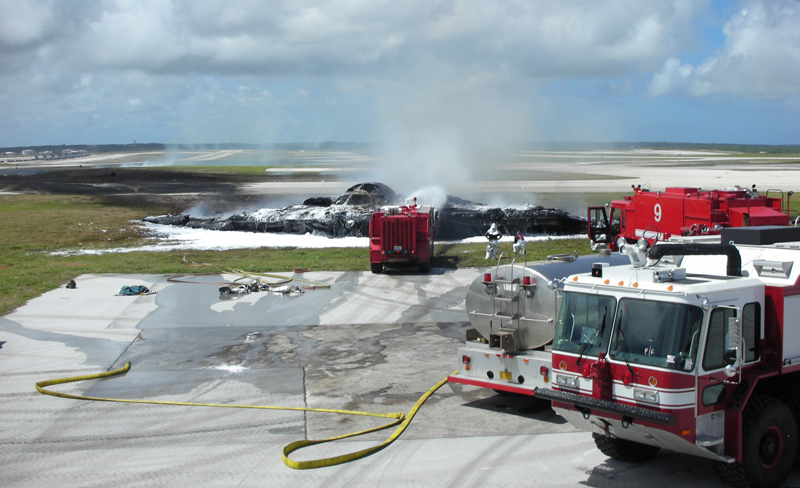
墜落したB-2

- 2008年2月23日、アンダーセン空軍基地からホワイトマン空軍基地へ向かった1機 (89-0127 Spirit of Kansas) が離陸直後に墜落。搭乗員2名は射出座席によって緊急脱出して無事だった[18]。事故後の調査の結果、原因はアンダーセン空軍基地が所在するグアムの高温・多湿な環境に起因する湿気によるセンサー等の電気系統トラブルと判明。その後直ちに全機に対して湿度対策工事が施されている。
- 2010年2月26日、アンダーセン空軍基地で離陸準備中の機体 (88-0332 Spirit of Washington) エンジン1基に火災発生、大きく損傷する。1年2ヶ月に及んだ応急修理後、2011年8月に、カリフォルニア州のノースロップ・グラマン パームデール工場まで飛行し移動した。2013年12月16日に修復完了、訓練飛行が実施された[19]。
- 2022年12月10日 - 飛行中の機体 (90-0041 Spirit of Hawaii) でトラブルが発生。その後、ミズーリ州のホワイトマン空軍基地に着陸を行った際に火災が発生して機体が損傷した。損傷程度は不詳だが、同基地は数日間にわたり滑走路が使用不能となった[20]。

## 実戦の情報

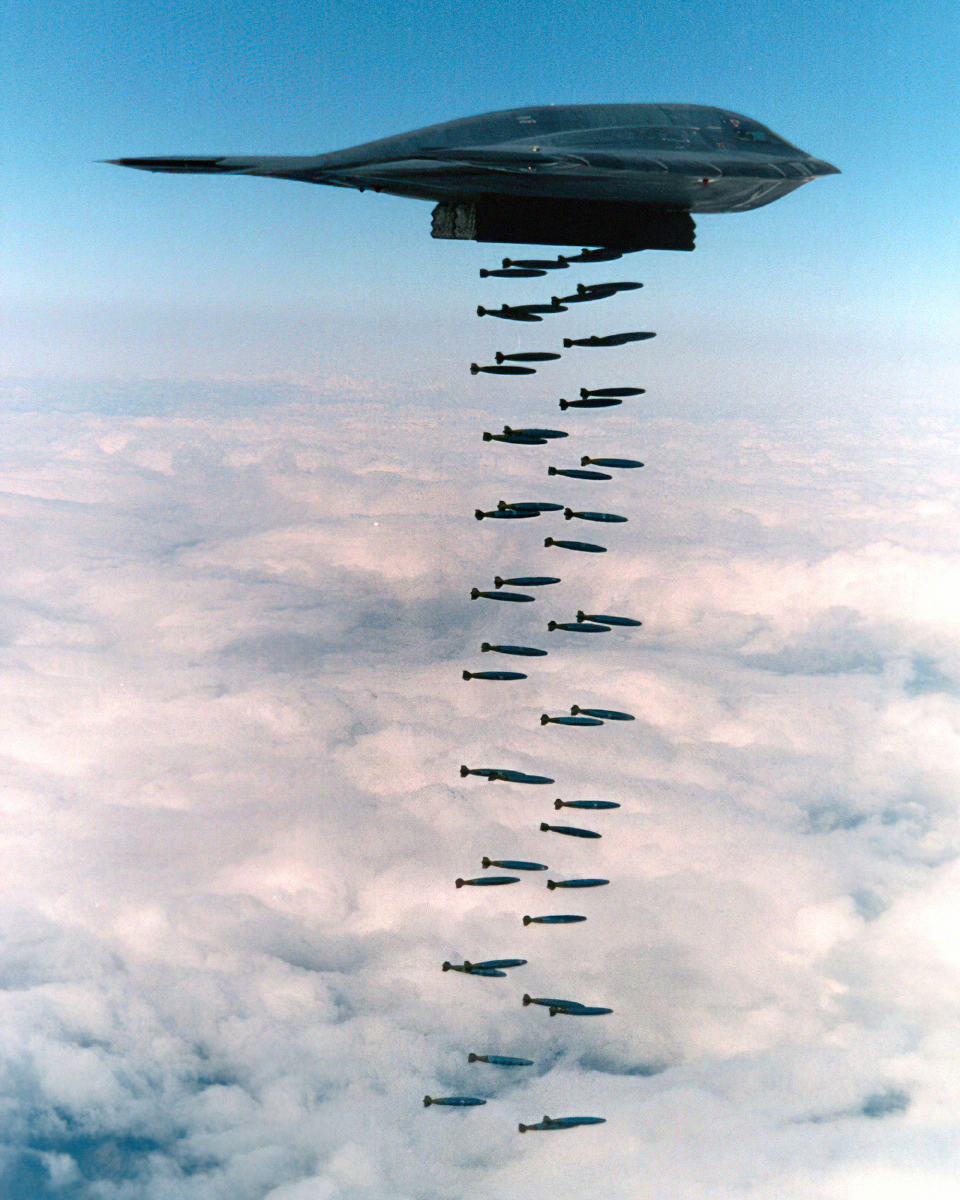
爆撃を行うB-2爆撃機

B-2の初実戦は1999年のコソボ紛争のアライド・フォース作戦である。初飛行から10年も経ってからの実戦であるが、それまで実戦経験が無かった理由としては、
- あまりに高価であり、偵察・撃墜・鹵獲などによる機密漏洩への懸念から、軍部が出撃させるのをためらっていた（コソボ紛争でも、同じく機密のF-117が撃墜される事態が発生していた）。
- 当初、爆撃機に搭載できる精密誘導爆弾が無かった。高度な照準器を用いても、無誘導爆弾は一般市民を巻き込む可能性が高いため、爆撃機の出動は控えられた。これはB-52など他の爆撃機も同様である。その後GPS/INS誘導爆弾が開発され、B-2や従来の爆撃機でも精密爆撃が可能となった。
- 単に本格的な空爆を伴う軍事作戦が無かった。

同紛争中、セルビアの中華人民共和国大使館への誤爆が発生した。アメリカ及びNATOは、古い地図を用いて目標を設定したミスによる誤爆であるとして中国に謝罪した。しかしながら、当時ユーゴスラビア連邦共和国大統領であるスロボダン・ミロシェヴィッチと中国は親密な関係にあり、セルビアに撃墜されたF-117の残骸を運んでいた中国大使館地下室を爆撃したという見方もあった。
2025年6月には、イランの核施設へのアメリカの攻撃(Operation Midnight Hammer)が行われた。

## 仕様
- 全長：21.01m
- 全幅：53.01m
- 全高：5.17m
- 最高速度：約1,000km/h
- 巡航速度：M0.8
- 空虚重量：約71.71t
- 最大離陸重量：約171t
- ペイロード：約17t
- エンジン：GE F118-GE-100 ターボファン×4基
- エンジン推力: 7,850kg×4
- 航続距離：約12,000km
- 乗員：2名

### 武装
- 2,000lb爆弾またはJDAM×16発
- 500lb爆弾×80発
- AGM-158 JASSM巡航ミサイル
- AGM-154 JSOW空対地ミサイル
- EGBU-28バンカーバスター（ペイブウェイ）×8発
- B61核爆弾またはB83核爆弾×16発

などから最大17tまで選択可能

### パイロット
2020年代のAgile Combat Employmentという試みにより、B-2が普段は使用していない基地や空港に降りた場合でも給油作業を担えるようパイロットによる給油作業が行われる。
任務中の食事は、一つしかない操縦席後ろで間仕切りの無いトイレの回数を少なくするため、チーズ抜きの脂分の少ない七面鳥の肉が挟まったサンドウィッチである。
簡易ベッドによる仮眠が行える。作戦中に覚醒状態を維持するため、go pillsと呼ばれるアンフェタミンを摂取することも許可されている。

## ジャック・ノースロップとの関係

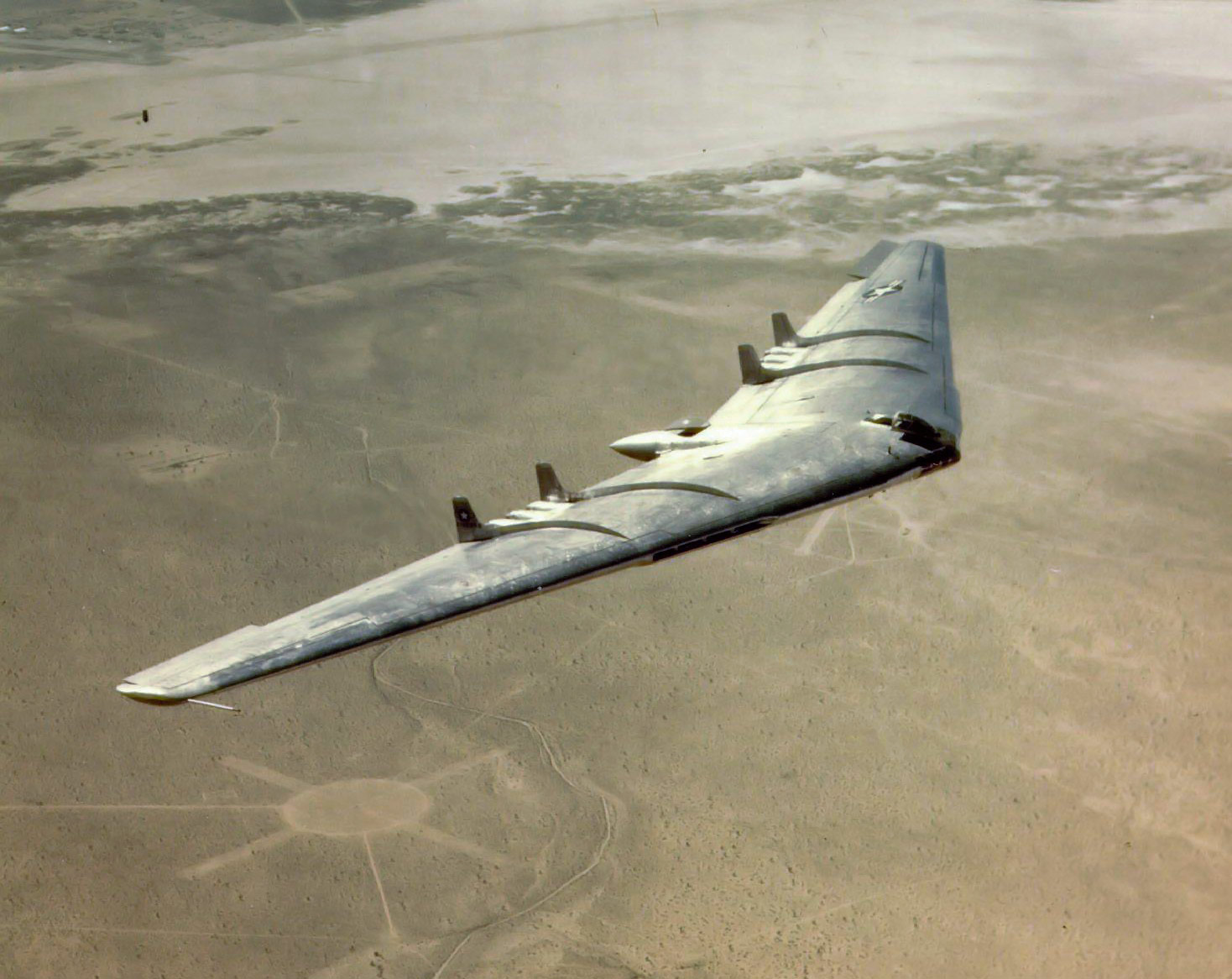
アメリカ空軍最初の全翼式ジェット爆撃機であるYB-49
YB-49とB-2の翼幅はほぼ同じである

実用的な全翼機の製造はノースロップの創業者であるジャック・ノースロップの夢であり、同社自体が彼の夢を実現するために何度も設立されたものである。しかし彼の夢は最大の挑戦、YB-49爆撃機の開発失敗によって頓挫し、1952年失意のうちに彼は航空工業界を引退する。その後ノースロップ社はF-89やF-5などの堅実な設計の機体開発に努めることとなる。
1980年、パーキンソン病に冒され余命幾ばくもないノースロップは本社に招かれ、存在自体が極秘機密であるにもかかわらず、軍の特別許可を得て製作されたB-2の完成記念模型をプレゼントされた。
この時ノースロップは車椅子に乗らなければ移動が困難な状態で、既に会話もままならなくなっていたが、一枚の紙に「Now I know why God has kept me alive for 25 years（なぜ神が私に25年間の余生を与えたもうたのか、その理由がわかった）」と書き残した。その翌年、ノースロップは全翼機に生涯を捧げた85年の人生に幕を閉じた。

## 登場作品

### 映画
『インデペンデンス・デイ』
コールサイン「レッドアロー」とする機体など5機が登場。ヒューストン上空で静止しているシティ・デストロイヤーを、核弾頭ALCMで攻撃する。
『ランペイジ』
終盤に「SPIRIT OF ILLINOIS」「SILENT FURY」とマーキングされたB-2が登場する。シカゴで暴れる3匹の巨獣を攻撃するためにMOABを搭載して離陸する。
『エネミー・ライン2 -北朝鮮への潜入-』
『クローバーフィールド/HAKAISHA』
終盤に登場。マンハッタンで暴れ回る怪獣を空爆する。
『シン・ウルトラマン』
3機が登場。「MOPII大型貫通爆弾」を用いて山間部の地中を進攻するガボラを波状攻撃するが、米軍保有のMOPII全弾を用いても撃破に至らず終わる。
『シン・ゴジラ』
第509爆撃航空団所属機が4機登場。東京を侵攻するゴジラから大使館を防衛するという名目でグアムから出撃し、ゴジラを「MOPII大型貫通爆弾」で空爆する。この攻撃は、作中において初めてゴジラに有効なダメージを与えるものとなったが、これによってゴジラから放射線流による反撃を受け、全機撃墜されることとなる。
『宣戦布告』
核ミサイルの発射準備に入った北東人民共和国と中国を空爆するため、岩国基地と嘉手納基地から出撃する。
『大怪獣東京に現わる』
冒頭に登場。エアショーで飛行展示を行っている最中、日本で怪獣出現との報を受け実戦へ向かう。
『トータル・フィアーズ』
疑心暗鬼に陥ったアメリカが、ロシアへ核攻撃を行うため出撃させる。察知したロシア側もスクランブルを行うが、ポーランド上空で見失う。
『のだめカンタービレ最終楽章』
エリーゼの妄想の中で登場。遠くで編隊を組む姿が映されている。
『フライト・デスティネーション』
『ブロークン・アロー』
B-2をモデルにした架空の全翼型爆撃機「B-3」が登場。外観はA-12 アヴェンジャーIIのような完全なデルタ形状の全翼機となっている。
『暴走特急』
テロリストに乗っ取られた人工衛星「グレイザー1」を撃墜するため、架空の対衛星ミサイル「ペガサス」を2発搭載して出撃する。
『ミッドナイト・イーグル』
B-2をモデルとした「B-5 ミッドナイト・イーグル」という架空機が登場。「特殊爆弾」を搭載した機体が、北アルプス山中に墜落する。

### アニメ・漫画
『うる星やつら』
OVAのヤギさんとチーズ（1989年12月発売）にて20分目に面堂軍団が巨大化したヤギの幽霊を攻撃するため出動させた航空機の一つとして登場した。映像化されたB-2としては最も古い物と思われる。
『009 RE:CYBORG』
「彼の声」を聞いた兵士が操縦し、搭載された核ミサイルでドバイの超高層タワービルに対して核攻撃を行う。
『CANAAN』
第7話に登場。上海国際テロ対策会議場を攻撃するためグアムから出撃し、JDAMを投下する。コックピットの多機能カラーディスプレイや爆弾槽の6連投下ラックも再現されている。しかし、実物にはない垂直尾翼が装備されている。
『COPPELION』
放射性廃棄物を不法投棄をするほか、主人公たちを攻撃する。機関砲を搭載しており、ミサイル迎撃機能も装備している。
『G-HARD』
『うちゅう人 田中太郎』
第3話
『おくびょうなカーレッジくん』
第2シーズン第10話Bパートに登場。ムッチーの頭上からピアノを投下する。
『ギルティクラウン』
第17話と第18話に登場。考証不足のため、コックピットはボーイング747-400のものが描かれている。
『雲のむこう、約束の場所』
終盤に1カットのみ登場。
『けものフレンズ』
第11話の火山の山頂（旧五合目）の背景に、B-2の残骸らしきものが映っている。
『ゴルゴ13』
『新世界より』
第4話に登場。過去に発生した戦争の回想シーンにて、編隊飛行する姿が描かれている。
『新テニスの王子様』
「公式キャラクターガイド ペアプリ」Vol.1に登場。跡部景吾が通学に使用している。
『戦翼のシグルドリーヴァ』
『超重神グラヴィオン』
GシャドウおよびGeoミラージュのモデルとなっている。
『トランスフォーマーG2』
ドレッドウイングが本機に変形する。実物にはないガトリング砲が搭載され、相方であるスモークスクリーンと合体する機能まで搭載している。色は実機ではない青を基調とする。
『超戦士ガンダム野郎』
敵方であるSD仮面がプラモシミュレーター内で操るプラモデルとして登場。同じくSD仮面が操る改造ガンプラ「コンバットガンダム」の背部にバックパックとして合体することが可能となっている。
『ヒーローマン』
異星人スクラッグの兵器「TAMA」を空爆し、終盤ではスクラッグベースに特殊爆弾を投下して主人公たちを支援する。
　『ビーストウォーズセカンド』
　空爆兵BBが本機に変形。前述のドレッドウイングと同型であるが、塗装は実機に近い黒に近い塗装である(ただし一部紫が用いられている)。
『ブラスレイター』
『ブラッディ・マンデイ』
核発射スイッチを長野県軽井沢の町ごと破壊するため、原子爆弾を搭載して沖縄の在日米軍基地から出撃する。
『魔人探偵脳噛ネウロ』
シックスの逃亡手段と対ネウロ迎撃用爆撃機として登場。最後の戦場となる。
『迷い猫オーバーラン!』
『勇者王ガオガイガー』
ガオガイガーの構成パーツである「ステルスガオー」のモデルである。
『るくるく』
登場人物の1人である荘司しげみが空爆させるために幾度か呼び寄せている。
『ルパン三世 燃えよ斬鉄剣』
香港マフィアが超斬鉄合金という素材で作り上げたステルス機として実機に類似したものが登場。登場人物たちからは「ステルス」と呼ばれており、機体全体がシルバー色で、合金によってミサイル攻撃や戦闘機の衝突にも耐える高い防御力を誇る。武装は空対空ミサイルとガトリング砲2基を搭載する他、機体自体が刃物のように鋭くて切れ味が良く、体当たりで戦闘機を切断してしまう。乗員は10名以上。
作中では、ニューヨークを空爆してアメリカ政府を脅迫し巨万の富を手に入れるため、アメリカ本土を目指して出撃し、迎撃するアメリカ海軍の空母打撃群を返り討ちにして全滅させる。そして、ルパン一味との最終決戦で石川五ェ門と激しい一騎打ちを繰り広げる。
『とある魔術の禁書目録Ⅲ』
第3話に登場する学園都市の超音速ステルス爆撃機「HsB-02」のモデルである。
『はたらく細胞BLACK』
第40話に抗がん剤役として登場。〇で囲った「抗」のマークを描いたB-2の集団として表現され、街に見立てた体組織を絨毯爆撃し、がん細胞を攻撃する。しかし赤血球をはじめとした正常な細胞も巻き添えにしてしまう。

### 小説
『GODZILLA 怪獣黙示録』
アメリカ空軍の爆撃機として登場。1999年のニューヨークに出現した怪獣カマキラスをバンカーバスターで撃破する。その後も対怪獣戦力の主力として活躍し、対怪獣用に改良された「バンカーバスターII」を搭載して即応状態に置かれる。しかし2030年のロサンゼルスに出現した怪獣ゴジラには攻撃が効かなかったばかりか、ゴジラの放った熱線が至近を掠めたことで電子機器に異常を来して墜落する。翌年のコロラドスプリングス総力戦にもゴジラ迎撃に投入される。
『ミッドナイトイーグル』
上記の映画『ミッドナイト・イーグル』の原作小説。架空の改良型「B-3A ミッドナイトイーグル」が登場。核弾頭搭載型巡航ミサイルを積んだ状態で日本アルプスに墜落する。

### ゲーム
『Scarlett』
『World in Conflict』
架空の第三次世界大戦初期にソビエト連邦領内にて撃墜された状態で登場。プレイヤー部隊はこの残骸の破壊とパイロット救出のために潜入することになる。
『アフターバーナー クライマックス』
Z軍が使用する爆撃機として登場、最終ステージで空対艦ミサイルを発射するシーンがある。ゲーム内では一貫して「ステルス爆撃機」と呼称されている。
『エースコンバットシリーズ』
『エースコンバット3』を除く全ての作品に登場。いずれも敵としてミッションアップデート後に出現することが多いが、『エースコンバットAH』『エースコンバット∞』ではプレイヤー機として使用可能。『エースコンバットAH』はコックピット視点での操縦ができないが、『エースコンバット∞』ではコックピット視点での操縦が可能。元の機体が高額故に、ゲーム内でも購入や改造には多額の費用を要する。
『エースコンバット7』では、オープニングのスクラップヤードで廃棄された機体として6機が、終盤には味方機として複数機が登場し、アーセナルバードに対して巡航ミサイルによる飽和攻撃を実施する。
『エリア88』
アーケード版のステージ2ボスおよび、スーパーファミコン版の航空師団のボスとして登場。機体上部に垂直発射式散弾ミサイルランチャーを2門装備する。
『グリッドシーカー』
プレイヤーが操作する3機の選択可能機体の1つとして使用可能。広範囲のワイドショットと移動速度の遅さで重爆撃機という機体となっている。
『鋼鉄の咆哮シリーズ』
Windows版に登場、初代から敵専用の爆撃機として登場するが、『鋼鉄の咆哮3 ウォーシップコマンダー』では生産国でアメリカを選んだ場合、戦略爆撃機として使用可能。航空機設計のベースとしても使用できるが、最高速度は低いが搭載量は多い。
『コール オブ デューティシリーズ』
『CoD:MW2』
マルチプレイにおけるキルストリーク「Stealth bomber」に爆撃機として登場。
『CoD:MW3』
前作に引き続き、キルストリーク「Stealth bomber」に爆撃機として登場。
『CoD:G』
キャンペーンに登場。連邦軍の兵器工場を爆撃する。
『サイドワインダーシリーズ』
一部の作品で敵、および味方のNPC専用機として登場する。
『ザ・クルー』
ミシガン州の軍事基地にSR-71 ブラックバードと共に滑走路付近に放置してある。
『大戦略VIIエクシード』
PSP版では、自国をアメリカに設定すれば自軍機として使用可能。極めて高価な兵器となっている。
『マーセナリーズ』
プレイヤーが特定のミッションで空爆要請をすると飛来する。
『メタルギアソリッド』
ストーリー終盤にて核兵器廃棄所を空爆するために出撃する。
『萌え萌え大戦争☆げんだいばーん』
鋼の乙女「リンディ」のモデルとなっている。B-2そのものは直接登場しない。
『決戦!乙女たちの戦場3〜電撃作戦!戦果はエースの名のもとに〜』
爆撃機「B-2 スピリット」が自軍の兵器として使用可能。搭載武器は大型爆弾の他、爆撃機搭載の武器としては作中最大の射程を持つ「AGM-129 ACM」を装備。実在兵器を元にした兵器の中では作中で最も高価。